# 新集站
新集站，位于中华人民共和国陕西省汉中市南郑区新集镇，是西成客运专线上的高铁站，于2017年12月6日通车启用，由西安铁路局管辖。该站为越行站，暂不办理旅客乘降业务。

## 历史
- 2017年12月6日通车启用。